# Trap-A-Thon
Trap-A-Thon – trzeci album amerykańskiego rapera Gucciego Mane’a. W pierwszym tygodniu sprzedał się w liczbie 12.000 egzemplarzy.

## Lista utworów
| #  | Tytuł                  | Producent(ci)       | Goście                           | Czas |
| -- | ---------------------- | ------------------- | -------------------------------- | ---- |
| 1  | "Big Cat (Intro)"      |                     |                                  | 0:37 |
| 2  | "Bling Bling"          | Zaytoven            | Big Tank                         | 4:29 |
| 3  | "Re-Up"                | G-Fresh             | Yatta Mann                       | 5:10 |
| 4  | "Big Cat's Home"       |                     |                                  | 2:21 |
| 5  | "Freaky Gurl"          | Cyber Sapp          |                                  | 3:48 |
| 6  | "What They Do"         | Slim Major          | Khia & Young Snead               | 3:11 |
| 7  | "Aw-Man"               | Zaytoven            | .45                              | 4:02 |
| 8  | "Good News & Bad News" |                     |                                  | 0:43 |
| 9  | "Choppa Shoppin'"      | Big Cat Productions | Black Magic, Maceo & Young Snead | 3:20 |
| 10 | "Bad Guys"             | Reefa               | Black Magic                      | 4:43 |
| 11 | "Pillz (Remix)"        | Zaytoven            | Big Tank                         | 4:57 |
| 12 | "Spanish Plug"         | Raw Beats           |                                  | 4:23 |
| 13 | "Product"              | Low                 |                                  | 3:06 |
| 14 | "Bosses Speak"         |                     |                                  | 2:14 |
| 15 | "Freaky Gurl (Remix)"  | Cyber Sapp          |                                  | 3:35 |
| 16 | "2 Screws Loose"       | Big Cat Productions |                                  | 2:34 |

## Notowania
| Notowanie              | Pozycja |
| ---------------------- | ------- |
| Top R&B/Hip Hop Albums | 9       |
| The Billboard 200      | 69      |
| Top Independent Albums | 7       |